# Ксилометр
Ксилометр (от др.-греч. ξύλον — «срубленное дерево» и μέτρον — «мера») — измерительный прибор для определения объёма предметов неправильной формы, основанный на измерении объёма жидкости, вытесняемой при погружении в неё предмета.
Прибор имеет такое название, так как первоначально предназначался для измерения объёма предметов из древесины (дров, пней с корнями, невыделанных брусков, хвороста и т. п.). Ксилометр представляет собой деревянный или металлический сосуд высотой около 2 метров и 50—70 см в диаметре, с которым соединена градуированная прозрачная трубка, по которой ведётся измерение. Однако первоначально ксилометр в простейшем виде трубки не имел, деления имелись на стенке самого сосуда, либо шкала, разделённая на равнообъёмные части, была прикреплена изнутри.
Помимо ксилометров, в которых вытесненная вода собирается в измерительном сосуде, существуют приборы, работающие по принципу комбинированных сосудов.